# Globidrillia hemphillii
Globidrillia hemphillii é uma espécie de gastrópode do gênero Globidrillia, pertencente a família Drilliidae.